# Liste der Raiffeisenbanken in der Schweiz
Diese Liste beinhaltet die der Dachgenossenschaft Raiffeisen Schweiz angeschlossenen 212 selbständigen Raiffeisenbanken in der Schweiz.

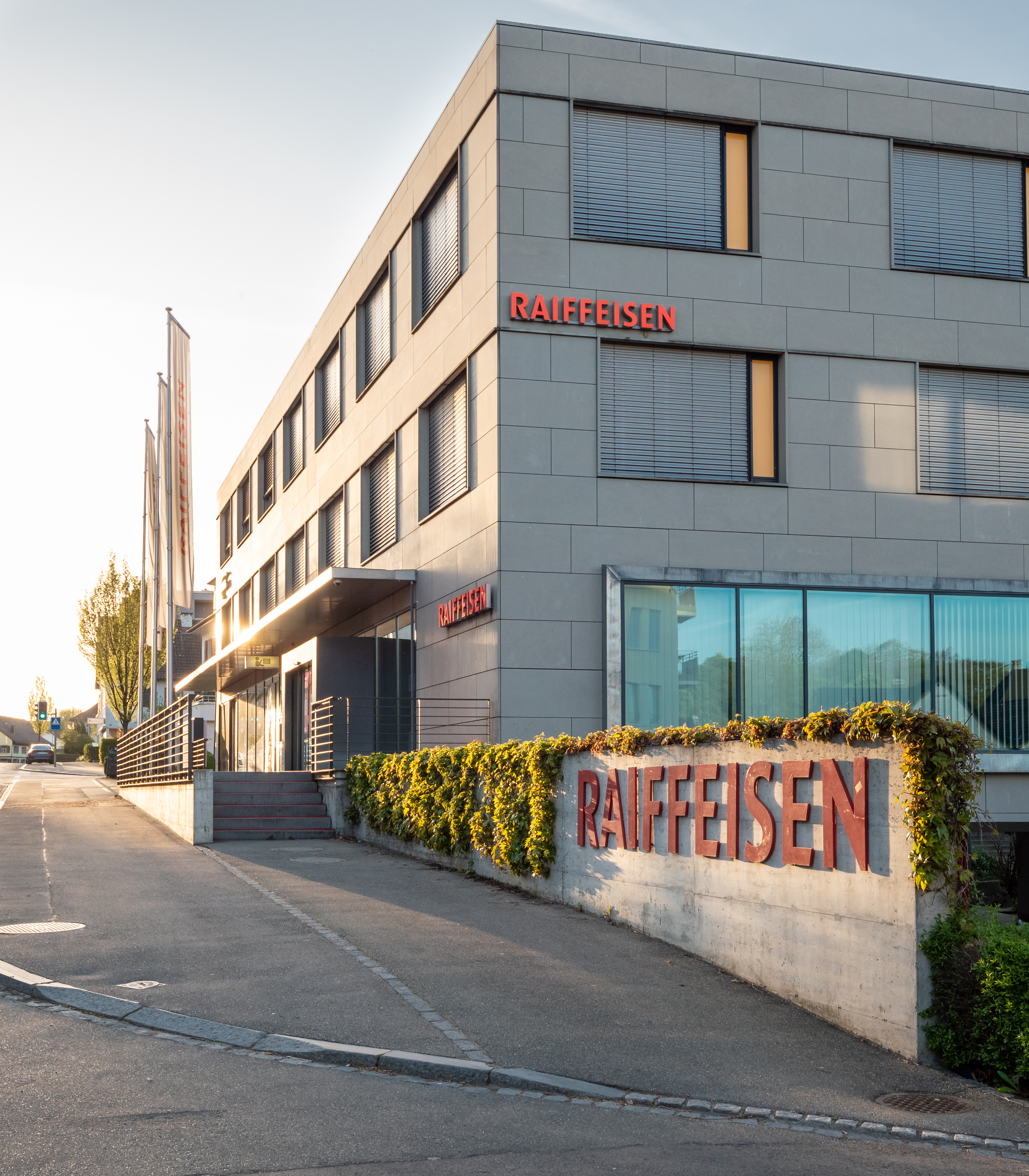
Raiffeisenbank Tägerwilen

Per 31. Dezember 2024 war die Raiffeisen Genossenschaft an 774 Standorten präsent. Ihre addierte Bilanzsumme betrug rund 305,6 Milliarden Schweizer Franken.

## Selbstständige Raiffeisenbanken in der Schweiz
| Name                                                                   | Sitz                  | Kanton | IID (BC-Nr.) | BIC         | Bankcode |
| ---------------------------------------------------------------------- | --------------------- | ------ | ------------ | ----------- | -------- |
| Raiffeisenbank Aadorf Genossenschaft                                   | Aadorf                | TG     | 80808        | RAIFCH22XXX | 1377     |
| Raiffeisenbank Aarau-Lenzburg Genossenschaft                           | Aarau                 | AG     | 80808        | RAIFCH22XXX | 0698     |
| Raiffeisenbank Aare-Langete Genossenschaft                             | Fulenbach             | SO     | 80808        | RAIFCH22XXX | 0914     |
| Raiffeisenbank Aare-Reuss Genossenschaft                               | Mellingen             | AG     | 80808        | RAIFCH22XXX | 0704     |
| Raiffeisenbank Aare-Rhein Genossenschaft                               | Leuggern              | AG     | 80808        | RAIFCH22XXX | 0701     |
| Raiffeisenbank Adligenswil-Udligenswil-Meggen Genossenschaft           | Adligenswil           | LU     | 80808        | RAIFCH22XXX | 1168     |
| Raiffeisenbank Aesch-Pfeffingen Genossenschaft                         | Aesch BL              | BL     | 80808        | RAIFCH22XXX | 0779     |
| Banque Raiffeisen Ajoie société coopérative                            | Porrentruy            | JU     | 80808        | RAIFCH22XXX | 0027     |
| Raiffeisenbank Aletsch-Goms Genossenschaft                             | Reckingen VS          | VS     | 80808        | RAIFCH22XXX | 0539     |
| Raiffeisenbank Allschwil-Schönenbuch Genossenschaft                    | Allschwil             | BL     | 80808        | RAIFCH22XXX | 0775     |
| Banque Raiffeisen Alpes Riviera Chablais Vaudois société coopérative   | Aigle                 | VD     | 80808        | RAIFCH22XXX | 0430     |
| Raiffeisenbank am Bichelsee Genossenschaft                             | Turbenthal            | ZH     | 80808        | RAIFCH22XXX | 1378     |
| Raiffeisenbank am Ricken Genossenschaft                                | Eschenbach SG         | SG     | 80808        | RAIFCH22XXX | 1298     |
| Raiffeisenbank am Eppenberg Genossenschaft                             | Niedergösgen          | SO     | 80808        | RAIFCH22XXX | 0965     |
| Raiffeisenbank Amriswil Bischofszell Genossenschaft                    | Amriswil              | TG     | 80808        | RAIFCH22XXX | 1417     |
| Raiffeisenbank an der Limmat Genossenschaft                            | Dietikon              | ZH     | 80808        | RAIFCH22XXX | 0666     |
| Raiffeisenbank Appenzell Genossenschaft                                | Appenzell             | AI     | 80808        | RAIFCH22XXX | 1023     |
| Raiffeisenbank Appenzeller Hinterland Genossenschaft                   | Herisau               | AR     | 80808        | RAIFCH22XXX | 1011     |
| Raiffeisenbank Balsthal-Laupersdorf Genossenschaft                     | Balsthal              | SO     | 80808        | RAIFCH22XXX | 0930     |
| Raiffeisenbank Basel Genossenschaft                                    | Basel                 | BS     | 80808        | RAIFCH22XXX | 1486     |
| Banca Raiffeisen Basso Ceresio società cooperativa                     | Melano                | TI     | 80808        | RAIFCH22XXX | 0287     |
| Raiffeisenbank Belalp-Simplon Genossenschaft                           | Naters                | VS     | 80808        | RAIFCH22XXX | 0532     |
| Banca Raiffeisen Bellinzonese e Visagno società cooperativa            | Bellinzona            | TI     | 80808        | RAIFCH22XXX | 0387     |
| Raiffeisenbank Benken Genossenschaft                                   | Benken SG             | SG     | 80808        | RAIFCH22XXX | 1256     |
| Raiffeisenbank Bern Genossenschaft                                     | Bern                  | BE     | 80808        | RAIFCH22XXX | 1488     |
| Raiffeisenbank Bernhardzell Genossenschaft                             | Bernhardzell          | SG     | 80808        | RAIFCH22XXX | 1259     |
| Raiffeisenbank Beromünster Genossenschaft                              | Beromünster           | LU     | 80808        | RAIFCH22XXX | 1170     |
| Banque Raiffeisen Broye Vully Lacs société coopérative                 | Domdidier             | FR     | 80808        | RAIFCH22XXX | 0139     |
| Raiffeisenbank Böttstein Genossenschaft                                | Kleindöttingen        | AG     | 80808        | RAIFCH22XXX | 0652     |
| Raiffeisenbank Bündner Rheintal Genossenschaft                         | Chur                  | GR     | 80808        | RAIFCH22XXX | 1045     |
| Raiffeisenbank Cadi Genossenschaft                                     | Disentis/Mustér       | GR     | 80808        | RAIFCH22XXX | 1072     |
| Raiffeisenbank Cham-Steinhausen Genossenschaft                         | Cham                  | ZG     | 80808        | RAIFCH22XXX | 1455     |
| Banque Raiffeisen Clos du Doubs et Haute-Ajoie société coopérative     | St-Ursanne            | JU     | 80808        | RAIFCH22XXX | 0037     |
| Banca Raiffeisen Colline del Ceresio società cooperativa               | Savosa                | TI     | 80808        | RAIFCH22XXX | 0362     |
| Banque Raiffeisen d’Assens société coopérative                         | Assens                | VD     | 80808        | RAIFCH22XXX | 0414     |
| Banque Raiffeisen d'Yverdon-les-Bains société coopérative              | Yverdon-les-Bains     | VD     | 80808        | RAIFCH22XXX | 0472     |
| Banque Raiffeisen de Gimel société coopérative                         | Gimel                 | VD     | 80808        | RAIFCH22XXX | 0485     |
| Banque Raiffeisen de la Broye société coopérative                      | Payerne               | VD     | 80808        | RAIFCH22XXX | 0479     |
| Banque Raiffeisen de Lavaux société coopérative                        | Puidoux               | VD     | 80808        | RAIFCH22XXX | 0454     |
| Banque Raiffeisen de Massongex-St-Maurice-Vérossaz société coopérative | Massongex             | VS     | 80808        | RAIFCH22XXX | 0606     |
| Banque Raiffeisen de Monthey société coopérative                       | Monthey               | VS     | 80808        | RAIFCH22XXX | 0611     |
| Banque Raiffeisen de Sierre & Région société coopérative               | Sierre                | VS     | 80808        | RAIFCH22XXX | 0598     |
| Banque Raiffeisen Vallée d'Illiez société coopérative                  | Troistorrents         | VS     | 80808        | RAIFCH22XXX | 0626     |
| Banca Raiffeisen del Basso Mendrisiotto società cooperativa            | Chiasso               | TI     | 80808        | RAIFCH22XXX | 0272     |
| Banca Raiffeisen del Camoghè società cooperativa                       | Giubiasco             | TI     | 80808        | RAIFCH22XXX | 0344     |
| Banca Raiffeisen del Malcantone società cooperativa                    | Caslano               | TI     | 80808        | RAIFCH22XXX | 0317     |
| Banca Raiffeisen del Moesano società cooperativa                       | Roveredo GR           | GR     | 80808        | RAIFCH22XXX | 1054     |
| Banca Raiffeisen Vedeggio Cassarate società cooperativa                | Gravesano             | TI     | 80808        | RAIFCH22XXX | 0283     |
| Banca Raiffeisen della Campagnadorna società cooperativa               | Stabio                | TI     | 80808        | RAIFCH22XXX | 0365     |
| Banque Raiffeisen des Communes du Haut-Plateau société coopérative     | Chermignon            | VS     | 80808        | RAIFCH22XXX | 0615     |
| Banque Raiffeisen des Montagnes Neuchâteloises société coopérative     | La Chaux-de-Fonds     | NE     | 80808        | RAIFCH22XXX | 0237     |
| Raiffeisenbank Diepoldsau-Schmitter Genossenschaft                     | Diepoldsau            | SG     | 80808        | RAIFCH22XXX | 1262     |
| Raiffeisenbank Dornach Genossenschaft                                  | Dornach               | SO     | 80808        | RAIFCH22XXX | 0939     |
| Banque Raiffeisen du Gros-de-Vaud société coopérative                  | Echallens             | VD     | 80808        | RAIFCH22XXX | 0434     |
| Banque Raiffeisen du Haut-Léman société coopérative                    | Vionnaz               | VS     | 80808        | RAIFCH22XXX | 0588     |
| Banque Raiffeisen du Mont-Tendre société coopérative                   | Apples                | VD     | 80808        | RAIFCH22XXX | 0445     |
| Banque Raiffeisen du Val-Terbi société coopérative                     | Vicques               | JU     | 80808        | RAIFCH22XXX | 0073     |
| Raiffeisenbank Dulliken-Starrkirch Genossenschaft                      | Dulliken              | SO     | 80808        | RAIFCH22XXX | 0911     |
| Raiffeisenbank Dünnerntal-Guldental Genossenschaft                     | Mümliswil             | SO     | 80808        | RAIFCH22XXX | 0962     |
| Raiffeisenbank Einsiedeln-Ybrig Genossenschaft                         | Einsiedeln            | SZ     | 80808        | RAIFCH22XXX | 1361     |
| Raiffeisenbank Emmen Genossenschaft                                    | Emmenbrücke           | LU     | 80808        | RAIFCH22XXX | 1177     |
| Banca Raiffeisen Engiadina Val Müstair Genossenschaft                  | Zernez                | GR     | 80808        | RAIFCH22XXX | 1144     |
| Banque Raiffeisen Entremont société coopérative                        | Le Châble VS          | VS     | 80808        | RAIFCH22XXX | 0581     |
| Raiffeisenbank Ettiswil Genossenschaft                                 | Ettiswil              | LU     | 80808        | RAIFCH22XXX | 1212     |
| Raiffeisenbank Flawil-Degersheim-Mogelsberg-Oberuzwil Genossenschaft   | Flawil                | SG     | 80808        | RAIFCH22XXX | 1325     |
| Banque Raiffeisen Franches-Montagnes société coopérative               | Saignelégier          | JU     | 80808        | RAIFCH22XXX | 0059     |
| Raiffeisenbank Frauenfeld Genossenschaft                               | Frauenfeld            | TG     | 80808        | RAIFCH22XXX | 1384     |
| Banque Raiffeisen Fribourg-Ouest société coopérative                   | Villars-sur-Glâne     | FR     | 80808        | RAIFCH22XXX | 0159     |
| Raiffeisenbank Frutigland Genossenschaft                               | Frutigen              | BE     | 80808        | RAIFCH22XXX | 0820     |
| Raiffeisenbank Gampel-Raron Genossenschaft                             | Gampel                | VS     | 80808        | RAIFCH22XXX | 0521     |
| Banque Raiffeisen Genève Lac société coopérative                       | Genève                | GE     | 80808        | RAIFCH22XXX | 0187     |
| Raiffeisenbank Glarnerland Genossenschaft                              | Näfels                | GL     | 80808        | RAIFCH22XXX | 1031     |
| Raiffeisenbank Gossau-Andwil-Niederwil Genossenschaft                  | Gossau SG             | SG     | 80808        | RAIFCH22XXX | 1271     |
| Banque Raiffeisen Grand Chasseral société coopérative                  | Sonceboz-Sombeval     | BE     | 80808        | RAIFCH22XXX | 0051     |
| Raiffeisenbank Grauholz Genossenschaft                                 | Urtenen-Schönbühl     | BE     | 80808        | RAIFCH22XXX | 0819     |
| Raiffeisenbank Gäu-Bipperamt Genossenschaft                            | Egerkingen            | SO     | 80808        | RAIFCH22XXX | 0912     |
| Raiffeisenbank Gürbe Genossenschaft                                    | Belp                  | BE     | 80808        | RAIFCH22XXX | 0098     |
| Raiffeisenbank Heiden Genossenschaft                                   | Heiden                | AR     | 80808        | RAIFCH22XXX | 1012     |
| Raiffeisenbank Hitzkirchertal Genossenschaft                           | Hitzkirch             | LU     | 80808        | RAIFCH22XXX | 1169     |
| Raiffeisenbank Horw Genossenschaft                                     | Horw                  | LU     | 80808        | RAIFCH22XXX | 1186     |
| Raiffeisenbank Hünenberg-Risch Genossenschaft                          | Rotkreuz              | ZG     | 80808        | RAIFCH22XXX | 1456     |
| Raiffeisenbank im Entlebuch Genossenschaft                             | Escholzmatt           | LU     | 80808        | RAIFCH22XXX | 1179     |
| Raiffeisenbank Jungfrau Genossenschaft                                 | Interlaken            | BE     | 80808        | RAIFCH22XXX | 0842     |
| Raiffeisenbank Kelleramt-Albis Genossenschaft                          | Oberlunkhofen         | AG     | 80808        | RAIFCH22XXX | 0702     |
| Raiffeisenbank Laufental-Thierstein Genossenschaft                     | Laufen                | BL     | 80808        | RAIFCH22XXX | 0097     |
| Banque Raiffeisen Lausanne-Haute-Broye-Jorat société coopérative       | Lausanne              | VD     | 80808        | RAIFCH22XXX | 0451     |
| Raiffeisenbank Leimental Genossenschaft                                | Oberwil BL            | BL     | 80808        | RAIFCH22XXX | 0774     |
| Raiffeisenbank Liestal-Oberbaselbiet Genossenschaft                    | Liestal               | BL     | 80808        | RAIFCH22XXX | 0773     |
| Banca Raiffeisen Locarno società cooperativa                           | Locarno               | TI     | 80808        | RAIFCH22XXX | 0379     |
| Banca Raiffeisen Losone Pedemonte Vallemaggia società cooperativa      | Maggia                | TI     | 80808        | RAIFCH22XXX | 0333     |
| Banca Raiffeisen Lugano società cooperativa                            | Lugano                | TI     | 80808        | RAIFCH22XXX | 0375     |
| Raiffeisenbank Luzern Genossenschaft                                   | Luzern                | LU     | 80808        | RAIFCH22XXX | 1203     |
| Raiffeisenbank Luzerner Hinterland Genossenschaft                      | Willisau              | LU     | 80808        | RAIFCH22XXX | 1211     |
| Raiffeisenbank Luzerner Landschaft Nordwest Genossenschaft             | Schötz                | LU     | 80808        | RAIFCH22XXX | 1214     |
| Raiffeisenbank Lägern-Baregg Genossenschaft                            | Wettingen             | AG     | 80808        | RAIFCH22XXX | 0740     |
| Raiffeisenbank Marbach-Rebstein Genossenschaft                         | Marbach SG            | SG     | 80808        | RAIFCH22XXX | 1324     |
| Banque Raiffeisen Martigny et Région société coopérative               | Martigny              | VS     | 80808        | RAIFCH22XXX | 0595     |
| Banca Raiffeisen Mendrisio e Valle di Muggio società cooperativa       | Mendrisio             | TI     | 80808        | RAIFCH22XXX | 0340     |
| Raiffeisenbank Menzingen-Neuheim Genossenschaft                        | Menzingen             | ZG     | 80808        | RAIFCH22XXX | 1457     |
| Raiffeisenbank Menznau-Wolhusen Genossenschaft                         | Menznau               | LU     | 80808        | RAIFCH22XXX | 1194     |
| Raiffeisenbank Mischabel-Matterhorn Genossenschaft                     | St. Niklaus VS        | VS     | 80808        | RAIFCH22XXX | 0496     |
| Raiffeisenbank Mittelbünden Genossenschaft                             | Cazis                 | GR     | 80808        | RAIFCH22XXX | 1063     |
| Raiffeisenbank Mittelgösgen-Staffelegg Genossenschaft                  | Erlinsbach SO         | SO     | 80808        | RAIFCH22XXX | 0918     |
| Raiffeisenbank Mittelrheintal Genossenschaft                           | Widnau                | SG     | 80808        | RAIFCH22XXX | 1319     |
| Raiffeisenbank Mittelthurgau Genossenschaft                            | Weinfelden            | TG     | 80808        | RAIFCH22XXX | 1380     |
| Raiffeisenbank Mittleres Toggenburg Genossenschaft                     | Wattwil               | SG     | 80808        | RAIFCH22XXX | 1317     |
| Banque Raiffeisen Moléson société coopérative                          | La Tour-de-Trême      | FR     | 80808        | RAIFCH22XXX | 0129     |
| Banque Raiffeisen Mont-Aubert Orbe société coopérative                 | Montagny-près-Yverdon | VD     | 80808        | RAIFCH22XXX | 0401     |
| Banca Raiffeisen Morbio-Vacallo società cooperativa                    | Morbio Inferiore      | TI     | 80808        | RAIFCH22XXX | 0290     |
| Banque Raiffeisen Morges Venoge société coopérative                    | Saint-Sulpice VD      | VD     | 80808        | RAIFCH22XXX | 0460     |
| Raiffeisenbank Muotathal Genossenschaft                                | Muotathal             | SZ     | 80808        | RAIFCH22XXX | 1360     |
| Raiffeisenbank Möhlin Genossenschaft                                   | Möhlin                | AG     | 80808        | RAIFCH22XXX | 0706     |
| Raiffeisenbank Mörschwil Genossenschaft                                | Mörschwil             | SG     | 80808        | RAIFCH22XXX | 1284     |
| Raiffeisenbank Münchwilen-Tobel Genossenschaft                         | Tobel                 | TG     | 80808        | RAIFCH22XXX | 1414     |
| Banque Raiffeisen Neuchâtel et Vallées société coopérative             | Neuchâtel             | NE     | 80808        | RAIFCH22XXX | 0241     |
| Raiffeisenbank Neukirch-Romanshorn Genossenschaft                      | Neukirch (Egnach)     | TG     | 80808        | RAIFCH22XXX | 1398     |
| Raiffeisenbank Nidwalden Genossenschaft                                | Stans                 | NW     | 80808        | RAIFCH22XXX | 1223     |
| Raiffeisenbank Niederhelfenschwil Genossenschaft                       | Niederhelfenschwil    | SG     | 80808        | RAIFCH22XXX | 1289     |
| Raiffeisenbank Niedersimmental Genossenschaft                          | Oey                   | BE     | 80808        | RAIFCH22XXX | 0816     |
| Banque Raiffeisen Nyon-La Vallée société coopérative                   | Nyon                  | VD     | 80808        | RAIFCH22XXX | 0442     |
| Raiffeisenbank Oberes Emmental Genossenschaft                          | Langnau im Emmental   | BE     | 80808        | RAIFCH22XXX | 0882     |
| Raiffeisenbank Oberes Rheintal Genossenschaft                          | Altstätten SG         | SG     | 80808        | RAIFCH22XXX | 1297     |
| Raiffeisenbank Oberfreiamt Genossenschaft                              | Muri AG               | AG     | 80808        | RAIFCH22XXX | 0728     |
| Raiffeisenbank Oberseetal Genossenschaft                               | Hochdorf LU           | LU     | 80808        | RAIFCH22XXX | 1187     |
| Raiffeisenbank Obersimmental-Saanenland Genossenschaft                 | Zweisimmen            | BE     | 80808        | RAIFCH22XXX | 0856     |
| Raiffeisenbank Obertoggenburg Genossenschaft                           | Nesslau               | SG     | 80808        | RAIFCH22XXX | 1287     |
| Raiffeisenbank Obwalden Genossenschaft                                 | Sachseln              | OW     | 80808        | RAIFCH22XXX | 1232     |
| Raiffeisenbank Olten Genossenschaft                                    | Olten                 | SO     | 80808        | RAIFCH22XXX | 0970     |
| Banca Raiffeisen Piano di Magadino società cooperativa                 | Gordola               | TI     | 80808        | RAIFCH22XXX | 0280     |
| Raiffeisenbank Pilatus Genossenschaft                                  | Kriens                | LU     | 80808        | RAIFCH22XXX | 1165     |
| Raiffeisenbank Prättigau-Davos Genossenschaft                          | Davos Platz           | GR     | 80808        | RAIFCH22XXX | 1084     |
| Raiffeisenbank Rapperswil-Jona Genossenschaft                          | Jona                  | SG     | 80808        | RAIFCH22XXX | 1274     |
| Raiffeisenbank rechter Zürichsee Genossenschaft                        | Männedorf             | ZH     | 80808        | RAIFCH22XXX | 1481     |
| Raiffeisenbank Regio Altnau Genossenschaft                             | Altnau                | TG     | 80808        | RAIFCH22XXX | 1371     |
| Raiffeisenbank Regio Arbon Genossenschaft                              | Arbon                 | TG     | 80808        | RAIFCH22XXX | 1307     |
| Raiffeisenbank Regio Frick-Mettauertal Genossenschaft                  | Frick                 | AG     | 80808        | RAIFCH22XXX | 0691     |
| Raiffeisenbank Regio Laufenburg Genossenschaft                         | Kaisten               | AG     | 80808        | RAIFCH22XXX | 0696     |
| Raiffeisenbank Regio Muttenz Genossenschaft                            | Muttenz               | BL     | 80808        | RAIFCH22XXX | 0776     |
| Raiffeisenbank Regio Sirnach Genossenschaft                            | Sirnach               | TG     | 80808        | RAIFCH22XXX | 1402     |
| Raiffeisenbank Regio St. Gallen West Genossenschaft                    | Abtwil SG             | SG     | 80808        | RAIFCH22XXX | 1241     |
| Raiffeisenbank Regio Unteres Toggenburg & Neckertal Genossenschaft     | Bütschwil             | SG     | 80808        | RAIFCH22XXX | 1261     |
| Raiffeisenbank Regio Uzwil Genossenschaft                              | Oberbüren             | SG     | 80808        | RAIFCH22XXX | 1291     |
| Raiffeisenbank Region Ägerital-Sattel Genossenschaft                   | Unterägeri            | ZG     | 80808        | RAIFCH22XXX | 1459     |
| Raiffeisenbank Region Burgdorf Genossenschaft                          | Burgdorf              | BE     | 80808        | RAIFCH22XXX | 0888     |
| Raiffeisenbank Region Glatt Genossenschaft                             | Wallisellen           | ZH     | 80808        | RAIFCH22XXX | 1477     |
| Raiffeisenbank Region Haslital-Brienz Genossenschaft                   | Meiringen             | BE     | 80808        | RAIFCH22XXX | 0843     |
| Raiffeisenbank Region Leuk Genossenschaft                              | Susten                | VS     | 80808        | RAIFCH22XXX | 0527     |
| Raiffeisenbank Region linker Zürichsee Genossenschaft                  | Pfäffikon SZ          | SZ     | 80808        | RAIFCH22XXX | 1356     |
| Raiffeisenbank Region Rorschach Genossenschaft                         | Rorschach             | SG     | 80808        | RAIFCH22XXX | 1296     |
| Raiffeisenbank Region Visp Genossenschaft                              | Visp                  | VS     | 80808        | RAIFCH22XXX | 0553     |
| Raiffeisenbank Region Zofingen Genossenschaft                          | Zofingen              | AG     | 80808        | RAIFCH22XXX | 0721     |
| Banque Raiffeisen Région Delémont société coopérative                  | Delémont              | JU     | 80808        | RAIFCH22XXX | 0002     |
| Banque Raiffeisen Région Genève Rhône société coopérative              | Bernex                | GE     | 80808        | RAIFCH22XXX | 0181     |
| Banque Raiffeisen Région Marly-Cousimbert société coopérative          | Rossens FR            | FR     | 80808        | RAIFCH22XXX | 0105     |
| Raiffeisenbank Reinach BL Genossenschaft                               | Reinach BL            | BL     | 80808        | RAIFCH22XXX | 0780     |
| Raiffeisenbank Reitnau-Rued Genossenschaft                             | Schlossrued           | AG     | 80808        | RAIFCH22XXX | 0723     |
| Raiffeisenbank Reuss-Lindenberg Genossenschaft                         | Merenschwand          | AG     | 80808        | RAIFCH22XXX | 0705     |
| Raiffeisenbank Rigi Genossenschaft                                     | Schwyz                | SZ     | 80808        | RAIFCH22XXX | 1351     |
| Raiffeisenbank Mutschellen Genossenschaft                              | Zufikon               | AG     | 80808        | RAIFCH22XXX | 0719     |
| Raiffeisenbank Rothenburg Genossenschaft                               | Rothenburg            | LU     | 80808        | RAIFCH22XXX | 1204     |
| Raiffeisenbank Sarganserland Genossenschaft                            | Mels                  | SG     | 80808        | RAIFCH22XXX | 1281     |
| Banque Raiffeisen Sarine-Ouest société coopérative                     | Belfaux               | FR     | 80808        | RAIFCH22XXX | 0102     |
| Raiffeisenbank Schaffhausen Genossenschaft                             | Schaffhausen          | SH     | 80808        | RAIFCH22XXX | 1344     |
| Raiffeisenbank Schwarzwasser Genossenschaft                            | Ueberstorf            | FR     | 80808        | RAIFCH22XXX | 0860     |
| Raiffeisenbank Schächental Genossenschaft                              | Bürglen UR            | UR     | 80808        | RAIFCH22XXX | 1432     |
| Raiffeisenbank Schänis-Amden Genossenschaft                            | Schänis               | SG     | 80808        | RAIFCH22XXX | 1302     |
| Raiffeisenbank See-Lac Genossenschaft                                  | Gurmels               | FR     | 80808        | RAIFCH22XXX | 0896     |
| Raiffeisenbank Seeland Genossenschaft                                  | Biel/Bienne           | BE     | 80808        | RAIFCH22XXX | 0862     |
| Raiffeisenbank Seerücken Genossenschaft                                | Pfyn                  | TG     | 80808        | RAIFCH22XXX | 1401     |
| Raiffeisenbank Sempachersee-Rottal Süd Genossenschaft                  | Nottwil               | LU     | 80808        | RAIFCH22XXX | 1196     |
| Raiffeisenbank Sennwald Genossenschaft                                 | Sennwald              | SG     | 80808        | RAIFCH22XXX | 1304     |
| Raiffeisenbank Sense-Oberland Genossenschaft                           | Giffers               | FR     | 80808        | RAIFCH22XXX | 0895     |
| Raiffeisenbank Sensetal Freiburg-Ost Genossenschaft                    | Düdingen              | FR     | 80808        | RAIFCH22XXX | 0905     |
| Raiffeisenbank Siggenthal-Würenlingen Genossenschaft                   | Würenlingen           | AG     | 80808        | RAIFCH22XXX | 0746     |
| Banque Raiffeisen Sion et Région société coopérative                   | Sion                  | VS     | 80808        | RAIFCH22XXX | 0572     |
| Raiffeisenbank St. Gallen Genossenschaft                               | St. Gallen            | SG     | 80808        | RAIFCH22XXX | 0005     |
| Raiffeisenbank Steffisburg Genossenschaft                              | Steffisburg           | BE     | 80808        | RAIFCH22XXX | 0817     |
| Raiffeisenbank Surbtal-Wehntal Genossenschaft                          | Endingen AG           | AG     | 80808        | RAIFCH22XXX | 0700     |
| Raiffeisenbank Surselva Genossenschaft                                 | Ilanz                 | GR     | 80808        | RAIFCH22XXX | 1073     |
| Raiffeisenbank Thalwil Genossenschaft                                  | Thalwil               | ZH     | 80808        | RAIFCH22XXX | 1490     |
| Raiffeisenbank Thunersee-Kiesental Genossenschaft                      | Thun                  | BE     | 80808        | RAIFCH22XXX | 0867     |
| Banca Raiffeisen Tre Valli società cooperativa                         | Biasca                | TI     | 80808        | RAIFCH22XXX | 0350     |
| Raiffeisenbank Tägerwilen Genossenschaft                               | Tägerwilen            | TG     | 80808        | RAIFCH22XXX | 1412     |
| Raiffeisenbank Unteremmental Genossenschaft                            | Lützelflüh-Goldbach   | BE     | 80808        | RAIFCH22XXX | 0875     |
| Raiffeisenbank Untere Emme Genossenschaft                              | Recherswil            | SO     | 80808        | RAIFCH22XXX | 0971     |
| Raiffeisenbank Unteres Rheintal Genossenschaft                         | Au SG                 | SG     | 80808        | RAIFCH22XXX | 1295     |
| Raiffeisenbank Untergäu Genossenschaft                                 | Hägendorf             | SO     | 80808        | RAIFCH22XXX | 0947     |
| Raiffeisenbank Untersee-Rhein Genossenschaft                           | Eschenz               | TG     | 80808        | RAIFCH22XXX | 1382     |
| Raiffeisenbank Urnerland Genossenschaft                                | Altdorf UR            | UR     | 80808        | RAIFCH22XXX | 1431     |
| Banca Raiffeisen Valposchiavo società cooperativa                      | Poschiavo             | GR     | 80808        | RAIFCH22XXX | 1103     |
| Banque Raiffeisen Villes et Vignobles genevois société coopérative     | Châtelaine            | GE     | 80808        | RAIFCH22XXX | 0210     |
| Raiffeisenbank Villmergen Genossenschaft                               | Villmergen            | AG     | 80808        | RAIFCH22XXX | 0736     |
| Raiffeisenbank Waldkirch Genossenschaft                                | Waldkirch             | SG     | 80808        | RAIFCH22XXX | 1313     |
| Raiffeisenbank Walenstadt Genossenschaft                               | Walenstadt            | SG     | 80808        | RAIFCH22XXX | 1314     |
| Raiffeisenbank Wasseramt-Buchsi Genossenschaft                         | Derendingen           | SO     | 80808        | RAIFCH22XXX | 0938     |
| Raiffeisenbank Wasserschloss Genossenschaft                            | Gebenstorf            | AG     | 80808        | RAIFCH22XXX | 0690     |
| Raiffeisenbank Wegenstettertal Genossenschaft                          | Zeiningen             | AG     | 80808        | RAIFCH22XXX | 0748     |
| Raiffeisenbank Weinland Genossenschaft                                 | Andelfingen           | ZH     | 80808        | RAIFCH22XXX | 1479     |
| Raiffeisenbank Weissenstein Genossenschaft                             | Solothurn             | SO     | 80808        | RAIFCH22XXX | 0976     |
| Raiffeisenbank Werdenberg Genossenschaft                               | Buchs SG              | SG     | 80808        | RAIFCH22XXX | 1251     |
| Raiffeisenbank Wil und Umgebung Genossenschaft                         | Wil SG                | SG     | 80808        | RAIFCH22XXX | 1320     |
| Raiffeisenbank Winterthur Genossenschaft                               | Winterthur            | ZH     | 80808        | RAIFCH22XXX | 1485     |
| Raiffeisenbank Wittenbach-Häggenschwil Genossenschaft                  | Wittenbach            | SG     | 80808        | RAIFCH22XXX | 1323     |
| Raiffeisenbank Wohlen Genossenschaft                                   | Wohlen AG             | AG     | 80808        | RAIFCH22XXX | 0744     |
| Raiffeisenbank Worblen-Emmental Genossenschaft                         | Biglen                | BE     | 80808        | RAIFCH22XXX | 0094     |
| Raiffeisenbank Wängi-Matzingen Genossenschaft                          | Wängi                 | TG     | 80808        | RAIFCH22XXX | 1416     |
| Raiffeisenbank Würenlos Genossenschaft                                 | Würenlos              | AG     | 80808        | RAIFCH22XXX | 0747     |
| Raiffeisenbank Zug Genossenschaft                                      | Baar                  | ZG     | 80808        | RAIFCH22XXX | 1454     |
| Raiffeisenbank Zürcher Oberland Genossenschaft                         | Uster                 | ZH     | 80808        | RAIFCH22XXX | 1471     |
| Raiffeisenbank Zürich Genossenschaft                                   | Zürich                | ZH     | 80808        | RAIFCH22XXX | 1487     |
| Raiffeisenbank Züri-Unterland Genossenschaft                           | Bülach                | ZH     | 80808        | RAIFCH22XXX | 1475     |
| Raiffeisenbank Zürich Flughafen Genossenschaft                         | Kloten                | ZH     | 80808        | RAIFCH22XXX | 1474     |

Daten siehe Einzelnachweise

## Unselbstständige Niederlassungen der Dachgenossenschaft
Alle Niederlassungen wurden bis 2023 in eine Regionalbank überführt.